# Кубок Европы по бегу на 10 000 метров 2005
Кубок Европы по бегу на 10 000 метров 2005 года прошёл 2 апреля на стадионе «Сан-Висенте» в Баракальдо (Испания). Сильнейшие стайеры Европы в четвёртый раз приехали в этот город, чтобы разыграть командный приз в соревнованиях у мужчин и женщин. Прежде Баракальдо принимал Кубок Европы в 1997-м, 1999-м и 2001-м годах.
В 2005 году произошла смена названия турнира — ранее он 8 раз состоялся под вывеской Европейский вызов по бегу на 10 000 метров. При этом формат остался неизменным. Каждая страна по-прежнему могла выставить до 5 человек в каждый из двух забегов. Победители определялись по сумме результатов 3 лучших участников.
На старт вышли 37 атлетов из 12 стран Европы, из них 21 мужчина и 16 женщин.

## Результаты

### Командное первенство
| Место | Команда | Время                                       | Общее время |
| ----- | --- | ------------------------------------------- | ----------- |
| 1     | Испания · Хуан Карлос де ла Осса · Карлес Кастильехо · Рикардо Серрано · Игнасио Касерес · Алехандро Гомес | 27.27,80 28.06,88 28.19,20 (29.04,54) (DNF) | 1:23.53,88  |
| 2     | Португалия · Рикарду Рибаш · Жозе Рамуш · Мануэл Магальяйнш · Фернанду Силва                               | 28.54,10 28.54,44 29.16,32 (DNF)            | 1:27.04,86  |
| 3     | Германия · Андре Полльмехер · Штефан Кох · Оливер Диц                                                      | 29.10,54 29.19,01 30.03,27                  | 1:28.32,82  |

| Место | Команда                                                                       | Время                                 | Общее время |
| ----- | ----------------------------------------------------------------------------- | ------------------------------------- | ----------- |
| 1     | Португалия · Фернанда Рибейру · Моника Роза · Инеш Монтейру                   | 32.03,22 33.05,36 33.27,67            | 1:38.36,35  |
| 2     | Испания · Мария Долорес Пулидо · Алессандра Агилар · Тереза Ресио · Худит Пла | 33.08,75 33.12,01 33.59,69 (34.34,46) | 1:40.20,45  |

### Индивидуальное первенство
Испанцы заняли весь пьедестал в личном забеге у мужчин.
| Место | Атлет                  | Страна     | Время    |
| ----- | ---------------------- | ---------- | -------- |
| 1     | Хуан Карлос де ла Осса | Испания    | 27.27,80 |
| 2     | Карлес Кастильехо      | Испания    | 28.06,88 |
| 3     | Рикардо Серрано        | Испания    | 28.19,20 |
| 4     | Дмитрий Максимов       | Россия     | 28.23,73 |
| 5     | Славко Петрович        | Хорватия   | 28.24,32 |
| 6     | Пьер Жоншере           | Франция    | 28.29,08 |
| 7     | Сергей Емельянов       | Россия     | 28.53,85 |
| 8     | Рикарду Рибаш          | Португалия | 28.54,10 |
| 9     | Жозе Рамуш             | Португалия | 28.54,44 |
| 10    | Игнасио Касерес        | Испания    | 29.04,54 |

| Место | Атлет                | Страна     | Время    |
| ----- | -------------------- | ---------- | -------- |
| 1     | Сабрина Моккенхаупт  | Германия   | 31.21,28 |
| 2     | Фернанда Рибейру     | Португалия | 32.03,22 |
| 3     | Виктория Климина     | Россия     | 32.04,57 |
| 4     | Маргарет Мори        | Франция    | 32.23,87 |
| 5     | Джолен Бирн          | Ирландия   | 32.43,77 |
| 6     | Моника Роза          | Португалия | 33.05,36 |
| 7     | Мария Долорес Пулидо | Испания    | 33.08,75 |
| 8     | Алессандра Агилар    | Испания    | 33.12,01 |
| 9     | Инеш Монтейру        | Португалия | 33.27,67 |
| 10    | Аннеметте Йенсен     | Дания      | 33.35,17 |